# Diamante de Sangue
Blood Diamond (bra/prt: Diamante de Sangue) é um filme estadunidense de 2006, dos gêneros drama, ação, suspense e aventura, dirigido por Edward Zwick e estrelado por Leonardo DiCaprio, Jennifer Connelly e Djimon Hounsou.
O título refere-se aos chamados diamantes de sangue, extraídos em zonas de guerra africanas e vendidos para financiar conflitos.
Ambientado na Guerra Civil de Serra Leoa, o filme retrata um país dilacerado pela luta entre partidários do governo e forças insurgentes.

## Sinopse
Tendo como principal o caos e a guerra civil que dominou Serra Leoa, África, na década de 1990, Diamante de Sangue conta a história de Danny Archer, um mercenário do Zimbábue (ainda denominado por ele pelo nome colonial de Rodésia) que contrabandeava os diamantes de sangue (usados para financiar a compra de armas para a guerra), e Solomon Vandy, um pescador da etnia Mende. Ambos são africanos, mas suas histórias e circunstâncias de vida são totalmente diferentes. Danny Archer é branco e Solomon, um humilde pescador negro. Até que o destino os reúne numa busca para recuperar um raro diamante rosa, o tipo de pedra que pode transformar uma vida... ou acabar com ela.
Solomon, que foi separado da família em um dos ataques do grupo rebelde Força Revolucionária Unida (FRU) e forçado a trabalhar nos campos de diamante, encontra a pedra extraordinária, um raro e grande diamante rosa e se arrisca a escondê-la no pé, certo de que, se for descoberto, será morto na hora. Mas ele também sabe que com o diamante poderia não só salvar a esposa e as filhas de uma vida de refugiadas, como também ajudar a resgatar seu filho, Dia, de um destino muito pior como soldado infantil.
Archer, que vivia da troca de diamantes por armas, fica sabendo da pedra de Solomon enquanto está na prisão por contrabando. Ele sabe que um diamante como esse só se encontra uma vez na vida – e vale o bastante para ser seu passaporte de saída da África, da violência e da corrupção no qual ele era um ótimo jogador.
Então surge Maddy Bowen, uma jornalista americana idealista que está em Serra Leoa para desvendar a verdade por trás dos diamantes de sangue, mostrando a cumplicidade dos grandes chefes da indústria das pedras, que escolheram pelo lucro no lugar dos princípios. Maddy vai atrás de Archer como peça para seu artigo, porém logo descobre que é ele quem precisa muito mais dela. Archer precisa de Solomon para encontrar e recuperar o valioso diamante rosa, porém Solomon pensa em algo muito mais precioso - o seu filho.
Dali por diante começa uma longa jornada, Maddy, Archer e Solomon entram por uma perigosa trilha dentro do território rebelde junto com mais jornalistas colegas dela e enfrentar múltiplas batalhas sangrentas.

## Elenco
- Leonardo DiCaprio como Danny Archer
- Djimon Hounsou como Solomon Vandy
- Jennifer Connelly como Maddy Bowen
- Kagiso Kuypers como Dia Vandy
- Arnold Vosloo como Coronel Coetzee
- Antony Coleman como Cordell Brown
- Benu Mabhena como Jassie Vandy
- Anointing Lukola como N'Yanda Vandy
- David Harewood como Capitão Poison
- Basil Wallace como Benjamin Kapanay
- Jimi Mistry como Nabil
- Michael Sheen como Rupert Simmons
- Marius Weyers como Rudolf van de Kaap
- Stephen Collins como Embaixador Walker
- Ntare Mwine como M'Ed
- Ato Essandoh como Capitão "Rambo"
- Gaurav Chopra como jornalista francês

## Recepção
Blood Diamond foi lançado em 8 de dezembro de 2006 nos Estados Unidos e no Canadá, em 1.910 cinemas. O filme ficou em quinto lugar na semana de estreia, acumulando US$ 8,6 milhões, com média de US$ 4,5 mil por sala. Em cinco dias, o filme arrecadou US$ 10,3 milhões.
No segundo fim de semana de exibição, o filme caiu para sétimo lugar, acumulando US$ 6,5 milhões, queda de 24,6% em relação à semana anterior. No terceiro fim de semana, despencou para o 12.º lugar, fazendo US$ 3,1 milhões.

## Principais prêmios e indicações
| Prêmio             | Categoria               | Recipiente                               | Resultado |
| ------------------ | ----------------------- | ---------------------------------------- | --------- |
| Globo de Ouro 2007 | Melhor ator - drama     | Leonardo DiCaprio                        | Indicado  |
| Oscar 2007         | Melhor ator             | Leonardo DiCaprio                        | Indicado  |
| Oscar 2007         | Melhor ator coadjuvante | Djimon Hounsou                           | Indicado  |
| Oscar 2007         | Melhor edição de som    | Lon Bender                               | Indicado  |
| Oscar 2007         | Melhor som              | Andy Nelson, Anna Behlmer, Ivan Sharrock | Indicado  |
| Oscar 2007         | Melhor edição           | Steven Rosenblum                         | Indicado  |

## Trilha sonora
Blood Diamond: Original Motion Picture Soundtrack é a trilha sonora do filme de mesmo nome, lançado em 19 de dezembro de 2006 por Varèse Sarabande. Ela foi composta por James Newton Howard, e ganhou o "Trilha Sonora do Ano" em Classical BRIT Awards de 2008.

### Lista de faixas
| N.º            | Título | Duração |  |
| 1.             | "Blood Diamond Titles"                                                                                    | 1:32    |  |
| 2.             | "Crossing the Bridge"                                                                                     | 1:41    |  |
| 3.             | "Village Attack"                                                                                          | 1:52    |  |
| 4.             | "RUF Kidnaps Dia"                                                                                         | 3:02    |  |
| 5.             | "Archer & Solomon Hike"                                                                                   | 1:55    |  |
| 6.             | "Maddy & Archer"                                                                                          | 1:56    |  |
| 7.             | "Solomon Finds Family"                                                                                    | 2:09    |  |
| 8.             | "Fall of Freetown"                                                                                        | 4:45    |  |
| 9.             | "Did You Bury It?"                                                                                        | 1:36    |  |
| 10.            | "Archer Sells Diamond"                                                                                    | 1:40    |  |
| 11.            | "Goodbyes"                                                                                                | 2:40    |  |
| 12.            | "Your Son is Gone"                                                                                        | 1:21    |  |
| 13.            | "Diamond Mine Bombed"                                                                                     | 4:31    |  |
| 14.            | "Solomon's Helping Hand"                                                                                  | 1:11    |  |
| 15.            | "G8 Conference"                                                                                           | 2:36    |  |
| 16.            | "Solomon & Archer Escape"                                                                                 | 2:12    |  |
| 17.            | "I Can Carry You"                                                                                         | 1:30    |  |
| 18.            | "Your Mother Loves You"                                                                                   | 2:24    |  |
| 19.            | "Thought I'd Never Call?"                                                                                 | 3:56    |  |
| 20.            | "London"                                                                                                  | 2:38    |  |
| 21.            | "Solomon Vandy"                                                                                           | 2:11    |  |
| 22.            | "Ankala" (Interpretada por refugiados serra-leoneses)                                                     | 4:12    |  |
| 23.            | "Baai" (Interpretada por Emmanuel Jal com Abd El Gadir Salim)                                             | 4:37    |  |
| 24.            | "When Da Dawgs Come Out to Play" (Interpretada por Bai Burea, participação de Masta Kent e Bullet Rhymes) | 3:19    |  |
| Duração total: | Duração total:                                                                                            | 61:26   |  |

## Home media
Blood Diamond foi lançado em DVD no formato de região 1 em 20 de março de 2007. Tanto um único disco e uma versão de dois discos estão disponíveis. Versões de vídeo de alta definição em HD DVD e Blu-ray também foram liberados com uma classificação R nos Estados Unidos e uma classificação de MA na Austrália.[carece de fontes?]
O DVD do filme vendeu 3,6 milhões de unidades e arrecadou US$ 62,7 milhões.